# 아크릴아마이드
아크릴아마이드(Acrylamide) 또는 아크릴아미드는 화학식 CH2=CHC(O)NH2을 갖는 유기 화합물이다. 백색의 무취 고체이며 물과 여러 용제에 잘 녹는다 화학적 관점에서 아크릴아마이드는 바이닐을 대체하는 1차 아마이드이다. 물에 녹는 증점제로서 많이 사용되는 폴리아크릴아마이드의 전신으로서 주로 산업적으로 생산된다. 아크릴아마이드는 독성이 매우 강해서 잠재적인 발암물질이기는 하지만 주요 파생물인 폴리아크릴아마이드는 무독성이다.

## 생성
CH2=CHCN  +  H2O  →  CH2=CHC(O)NH2

## 같이 보기
- 아크롤레인
- 튀김기